# Девственница (сериал)
«Девственница» (исп. Juana, la virgen) — венесуэльский телесериал 2002 года. Главные роли сыграли Даниэла Альварадо и Рикардо Алама. Отрицательных персонажей сыграли Норкис Батиста и Роксана Диас. Эта история о мужчине, мечтающем завести ребёнка, и о юной девушке, ставшей жертвой врачебной халатности. Сериал был показан в России на канале ТНТ в 2004 году. В 2014 году был снят американский сериал «Девственница Джейн», который базировался на этом же сценарии.

## Сюжет
Хуана Перес — молодая девушка, которой недавно исполнилось 17 лет. Она учится в школе и мечтает стать известным фотографом. Она учла печальный опыт матери и бабушки, поэтому не хочет связывать себя отношениями. Ведь обеим женщинам не удалось сохранить свои семьи. Хуане предстоит медицинский осмотр у гинеколога. Все проходит вполне нормально, но через пару недель Хуана узнаёт, что она беременна. Но девушка не понимает, как такое могло произойти. Ведь она ещё девственница, и никогда не имела интимных отношений с мужчиной. Мать и бабушка в ярости, поскольку считают, что Хуане придётся одной растить внебрачного ребёнка. Кто-то осуждает и презирает Хуану за её легкомыслие, а некоторые люди считают, что произошло чудо, раз девушка осталась невинной. Считают, что она стала вторым в истории свидетельством непорочного зачатия, которое произошло с Богоматерью.
Но всему этому есть вполне логичное объяснение. Маурисио де ла Вега, успешный молодой мужчина, владелец престижного журнала, переболел раком. После химиотерапии он стал бесплодным, но все же не оставил надежду стать отцом. Ещё до лечения он успел сдать сперму в банк на хранение и решил найти суррогатную мать для своего будущего ребёнка. Его жена Карлота не в восторге от этой идеи, но у них нет другого выхода. Карлота и Маурисио оказались несовместимы и не смогли зачать ребёнка.
В больнице из-за халатности врача семя Маурисио ввели Хуане, а не будущей суррогатной матери. Врач после этой ошибки старательно замёл все следы. Однако Маурисио нанял детектива и начал искать девушку, которая вынашивает его ребёнка.

## Актёры
- Даниэла Альварадо — Хуана Перес
- Рикардо Аламо — Маурисио де ла Вега
- Норкис Батиста — Дезире Рохас
- Роксана Диас — Карлота Вивас де ла Вега
- Хуан Карлос Аларкон — Мануэль Рамон Перес «Манолито»
- Джонатан Монтенегро — Давид Ускатеги
- Мариалехандра Мартин — Ана Мария Перес
- Эдуардо Серрано — Рохелио Вивас
- Элиана Лопес — Энрикета
- Мануэль Саласар — Сальвадор
- Флор Элена Гонсалес — Ампаро де Вивас
- Аура Ривас — Асусена Перес
- Мартин Брассеско — Умберто Вивас «Умбертико»
- Джульет Лима — Бранди
- Уго Васкес — Приглашенная модель
- Мигель Анхель Санс — Николас
- Сауль Марин — Франсиско Рохас[5][6]